# Клаус Аугенталер
Клаус Аугенталер (Фирстенцел, Западна Немачка, 26. септембар 1957) немачки је бивши фудбалер и тренер.

## Играчка каријера
Клаус Аугенталер је играо на позицији централног дефанзивца, а у каснијој каријери на позицији либеро. Целу играчку каријеру наступао је за минхенски Бајерн, за којег је постигао 52 поготка у 404 наступа. С клубом је освојио 7 првенстава, 3 купа и друго место у Купу шампиона 1982. и 1987. Од 1983. до 1990. године, играо је у немачкој репрезентацији, с којом је освојио Светско првенство 1990. Остао је упамћен по постизању аутогола против београдске Црвене звезде у полуфиналу Купа европских шампиона 1991. године. Тим аутоголом је Бајерн елиминисан, а интересантно да је Аугенталер на тој утакмици постигао гол и за свој тим.
Као тренер, тренирао је резервну екипу Бајерна, аустријски Гразер АК, Нирнберг, Бајер Леверкузен и Волфсбург.